# Airco

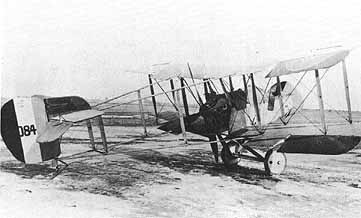
En Airco DH-2.

Airco (Aircraft Manufacturing Company) var en brittisk flygplanstillverkare.
Företaget grundades av George Holt-Thomas i Hendon 1912. Under 1914 anställdes Geoffrey de Havilland som ledande konstruktör. Företagets produkter konstruerade av de Havilland gavs tillägget DH följt av ett modellnummer. Företagets första större framgång blev jaktflygplanet DH 2 1916 som användes av de brittiska piloterna under första världskriget. Framgången följdes av skolflygplanet DH 6 som tillverkades i 2280 exemplar. Till den civila marknaden tillverkade man några mindre passagerarflygplan till flygbolaget Aircraft Transport and Travel Limited söm ägdes av Holt-Thomas.
Till följd av freden drabbades företaget som många andra brittiska flygplanstillverkare av uteblivna order från Brittiska försvaret, och Holt-Thomas ansökte om konkurs 1920. Merparten av konkursboet köptes upp av Birmingham Small Arms Company (BSA), resterande delar av konkursboet som bestod i delar till flygplan köptes av de Havilland, som senare under året bildade företaget De Havilland Aircraft Company. 